# Lengua de Signos Española
Die Lengua de Signos Española (LSE, Spanische Gebärdensprache) ist die Gebärdensprache in Spanien. Da es nicht viele Statistiken gibt, wird von einer Anzahl von 100,000 Nutzern ausgegangen. Davon sollen nochmals 20–30 % diese als Zweitsprache nutzen.
Aus linguistischer Sicht stammt die LSE aus einer Varietät von Gebärdensprachen in einem ausgedehnten zentralen Gebiet der Iberischen Halbinsel mit Madrid als kulturellem Zentrum. Andere Varietäten werden in Asturien, Aragon, Murcia, Teilen von Westandalusiens und nahe Burgos verwendet.
Durch ein gemeinsames Lexikon ist die Verständigung untereinander sehr gut möglich. Die Llengua de Signes Catalana (Katalanische Gebärdensprache, LSC), Valencianische Gebärdensprache sowie die in Ostandalusien, auf den Kanarischen Inseln, in Galizien und im Baskenland verwendeten Sprachen bzw. Dialekte unterscheiden sich deutlich von der LSE (zwischen 10 und 30 % Unterschied in der Verwendung von Substantiven). Nur die LSC und Valencianische Gebärdensprache haben weniger als 75 % mit dem Wortschatz der anderen Spanischen Dialekte gemeinsam. Das macht sie je nach linguistischer Untersuchungsmethode zu eigenständigen Sprachen oder besonders ausgeprägten Dialekten. Einige Linguisten betrachten diese Gebärdensprachen als Varietäten einer polymorphischen Gebärdensprache.